# 環境ビジネス
環境ビジネス（かんきょうビジネス）とは「環境に良い事」を付加価値とした事業全般を指す。本来は主に脱石油に関わる事業であるが、定義が曖昧なため少しでも環境に良い部分が存在すれば該当し、環境負荷が少ない事業に限定されない。

## 概要
発展途上国の経済発展に伴い化石燃料や食料等の需要が逼迫し、脱石油に経済的な付加価値を見出せる状況が生まれた。また、先進国においては環境に良い事を売り物にする事業が成立するようになった。日本国外での環境ビジネスは主に自然エネルギー利用であるが、日本国内では主に省エネルギーのほか、「エコ」という単語そのものを売り物にした事業全般に広がっている。